# Stuttgarter Verfahren
Das Stuttgarter Verfahren ist eine Methode zur Schätzung des Unternehmenswertes für Zwecke der Erbschaft- und Schenkungsteuer. Dabei wird der gemeine Wert von Anteilen an nicht börsennotierten Kapitalgesellschaften geschätzt. Das Stuttgarter Verfahren wurde zum 1. Januar 2009 durch das Erbschaftsteuerreformgesetz abgeschafft; die Methode wird aber teilweise noch zwischen privaten Vertragsparteien eingesetzt.

## Anwendungsfälle
Das Stuttgarter Verfahren wurde nach § 12 Abs. 2 ErbStG in Verbindung mit § 11 Abs. 2 Satz 2 BewG angewendet, wenn Anteile einer nicht börsennotierten Kapitalgesellschaft durch Schenkung oder Erbschaft übergehen und sich deren Wert nicht aus Anteilsverkäufen ergab, die weniger als ein Jahr zurückliegen.
Das Verfahren ist in R96 ff. der Erbschaftsteuer-Richtlinien (ErbStR 2003) geregelt, wurde aber nicht nur bei der Erbschaftsteuer angewendet, sondern auch in Verträgen oder GmbH-Satzungen als Bewertungsmethode gewählt. Hierbei ist es aufgrund der Entscheidung des Bundesgerichtshof vom 24. September 1984 nur in einer modifizierten Form rechtlich zulässig.
Außerhalb des Steuerrechts wird das Verfahren nur selten angewendet, da es mit erheblichen Mängeln behaftet ist.

## Neuere Entwicklung und alternative Bewertungsmethoden
Nach einem Urteil des Bundesverfassungsgerichts (BVerfG) ist die Anwendung des Stuttgarter Verfahrens im Kontext der Erbschaftsteuer mit dem Grundgesetz nicht vereinbar. Daher wurde das Stuttgarter Verfahren durch das Erbschaftsteuerreformgesetz zum 1. Januar 2009 abgeschafft.
Seit dem 1. Januar 2009 wird bei einer „Bewertung von Anteilen an Kapitalgesellschaften“ „vorrangig der gemeine Wert zugrunde“ gelegt. Bei Kapitalgesellschaften wird der Börsenwert zur Bewertung herangezogen. Wenn innerhalb des letzten Jahres ein Verkauf unter fremden Dritten stattfand, soll die Bewertung zum Verkaufspreis vorgenommen werden. In allen anderen Fällen kann eine Unternehmensbewertung grundsätzlich durch verschiedene Bewertungsmethoden schätzend vorgenommen werden. Zu den Methoden zählen zukunftsorientierte Bewertungsmethoden (das Ertragswertverfahren nach dem IDW S 1, das Discounted-Cashflow-Verfahren), die vereinfachte Ertragswertmethode, die Multiplikatormethode oder das Substanzwertverfahren.

## Einordnung in die Bewertungsverfahren
Beim Stuttgarter Verfahren ergibt sich der Wert eines Unternehmens aus der Summe von Substanzwert (hier Vermögenswert genannt) und Ertragswert.
Das Verfahren entspricht als Übergewinnwertverfahren nicht modernen Standards für die Ermittlung des Verkaufswerts eines Unternehmens, insbesondere nicht dem einschlägigen Standard IDW S1 („Grundsätze zur Durchführung von Unternehmensbewertungen“) des Instituts der Wirtschaftsprüfer. Es dient primär fiskalischen Zwecken und soll durch typisierende Berechnung eine Gleichmäßigkeit in der Besteuerung und damit den Rechtsfrieden sicherstellen, nicht eine möglichst adäquate Wertermittlung im Einzelfall.

## Berechnung
Die Berechnung vollzieht sich in drei Schritten:

### Vermögenswert
Zunächst definiert R 98 ErbStR 2003 den Vermögenswert (V) einer Kapitalgesellschaft als Differenz von Vermögen und Schulden der Gesellschaft, ausgedrückt in Prozent des Stammkapitals. Dabei gelten die Bewertungsvorschriften des Erbschaftsteuer- und Schenkungsteuergesetzes sowie des Bewertungsgesetzes.
Im Prinzip wird der Vermögenswert als Wert des Betriebsvermögens aus der letzten Bilanz der Gesellschaft abgeleitet, wobei Wertveränderungen seit dem letzten Bilanzstichtag und der Gewinn bzw. Verlust im Zwischenzeitraum korrigiert werden müssen. Abweichend vom Bilanzansatz ist das Grundvermögen, z. B. Betriebsgrundstücke, mit dem Grundstückswert nach dem Bewertungsgesetz anzusetzen. Dies geschieht bei bebauten Grundstücken im Regelfall durch die Bedarfsbewertung nach § 146 BewG.

### Ertragshundertsatz
Sodann definiert R 99 ErbStR 2003 den Ertragshundertsatz (E) der Gesellschaft als gewogenes arithmetisches Mittel der kalkulatorischen Eigenkapitalverzinsungen der vorangegangenen drei Geschäftsjahre, wobei die Gewinne dieser drei Geschäftsjahre einfach, doppelt bzw. dreifach gewogen werden. Auch dieser Wert wird als Prozentsatz des Nennkapitals ausgedrückt. Nennt man das Betriebsergebnis des i-ten Vorjahres BE-i, berechnet sich der Ertragshundertsatz als
E = 100 (3 BE-1 + 2 BE-2 + BE-3)/(6 NK),
wobei NK das Nennkapital der Gesellschaft bezeichnet. Auch hier sind umfangreiche Korrekturen vorzunehmen.
Besondere Abschläge gelten bei
- Gesellschaften, die nicht kapitalintensiv sind und praktisch vollständig von der persönlichen Tätigkeit des Gesellschafter-Geschäftsführers abhängen (die Abschläge betragen bis zu 30 Prozent),

- sehr geringen Renditen.

### Berechnung des gemeinen Werts
Ausgehend von den Definitionen der Zahlen V und E beschreibt R 100 ErbStR 2003 schließlich das eigentliche Stuttgarter Verfahren. Hiernach beträgt der Gemeine Wert (X) eines Anteils an der Kapitalgesellschaft, ausgedrückt in Prozent des Nennkapitals:
X = 0,68(V + 5E).
Diese Formel beruht auf folgender ökonomischer Vorstellung:
Der Erwerber aller Anteile an einer Kapitalgesellschaft zahlt nicht bloß den Vermögenswert V, sondern vergütet im Kaufpreis auch Gewinne, soweit die erwartete Eigenkapitalrendite 9 Prozent übersteigt. Der Wert 9 Prozent wird von der Finanzverwaltung als Normalrendite einer unternehmerischen Investition angesehen. Weiterhin nimmt die Verwaltung an, dass der Käufer die Gewinne der kommenden fünf Jahre vergütet und erwartet, dass diese Gewinne dem oben berechneten Durchschnittsgewinn der vorangegangenen drei Jahre entsprechen. Ausgehend von diesen Überlegungen beträgt der gemeine Wert laut Stuttgarter Verfahren:
X = V + 5(E - 9X/100).
Der gemeine Wert entspricht daher der Summe aus dem Vermögenswert und dem Fünffachen des Unterschiedsbetrags von Ertragshundertsatz und einer Verzinsung auf das eingesetzte Eigenkapital X in Höhe von 9 Prozent pro Jahr. Die erste Formel für den gemeinen Wert ergibt sich aus der zweiten durch Auflösen nach X und Abrundung.
Im Verlustfall gemäß R 99 ErbStR 2003 wird für den Ertragshundertsatz kein negativer Wert angesetzt, sondern Null.
Der Wert nach Stuttgarter Verfahren ist damit unabhängig vom Nennkapital einer Gesellschaft, da sowohl V, E als auch X in % vom Nennkapital angegeben werden.
Zu beachten ist, dass die Richtlinien Dutzende von Sonderbestimmungen enthalten.

## Beispiel
Das Nennkapital einer AG betrage 500.000 Euro. Das aus der Steuerbilanz abgeleitete Betriebsvermögen sei mit 800.000 Euro anzusetzen. In den vergangenen drei Jahren habe die AG jeweils einen Gewinn in Höhe von 10.000 Euro erzielt. Folglich ist V = 160 Prozent, E = 2 Prozent und X =  115,6 Prozent. Der Wert aller Anteile an der AG nach Stuttgarter Verfahren beträgt dann 578.000 Euro.